# Херман II (Тек)
Херман II фон Тек (на немски: Hermann II von Teck; * 1282/1283; † сл. 10 юни 1319) е херцог на Тек-Оберндорф от линията Оберндорф на Некар.

## Произход
Син е на херцог Херман I фон Тек († 1313/1314) и съпругата му Беатрикс фон Геролдсек († 1302), дъщеря на граф Хайнрих I фон Геролдсек-Велденц († 1296/1298). Внук е на херцог Лудвиг I фон Тек († 1283). Брат е на Лудвиг IV († 1352), Фридрих II († 1342) и Лутцман (Лудвиг V) († 1332/1334).

## Фамилия
Херман II фон Тек се жени 1313 г. за Вилибиргис фон Тюбинген, дъщеря на граф Готфрид I фон Тюбинген-Бьоблинген († 1316) и Елизабет фон Фюрстенберг († сл. 1319). Те имат три деца:
- Беатрикс († сл. 1371), омъжена ок. 1343 г. за херцог Райнолд фон Урзлинген († сл. 1365)
- Херман III († между 1 – 11 май 1361), херцог на Тек, женен пр. 18 януари 1352 г. за Анна фон Зигнау († сл. 30 март 1368)
- Агнес (* ок. 1320; † 26 септември 1384), омъжена пр. 4 януари 1345 г. в Тек за Еберхард III фон Валдбург-Волфег-Цайл († 1361/1362)